# Carl Wolf (Politiker)
Carl Wolf (* 6. Januar 1834 in Frankfurt am Main; † 21. Januar 1901) war ein deutscher römisch-katholischer Pfarrer und Mitglied des Reichstags des Deutschen Kaiserreichs.

## Leben
Carl Wolf wurde 1861 zum Priester geweiht und wirkte danach als Kaplan in Oberlahnstein, Wirges, Sossenheim und Nied. In Nied war er seit 1871 Pfarrer. 1886 wurde er Pfarrer in Camberg und 1887 zugleich Dechant des Landkapitels Idstein.
Von 1887 bis 1890 war er Reichstagsabgeordneter für den Wahlkreis Regierungsbezirk Wiesbaden 1 (Obertaunus, Höchst, Usingen) und die Deutsche Zentrumspartei.